# Воробьёва, Мария Андреевна
Мария Андреевна Воробьёва (род. 24 февраля 1998, Москва) — российская волейболистка, нападающая-доигровщица. Мастер спорта России.

## Биография
Мария Воробьёва начала заниматься волейболом в 10-летнем возрасте с московской СДЮСШОР «Олимп», а позже перешла в СШОР № 21 Москомспорта. В профессиональном волейболе дебютировала в 2013 году выступлением за команду «Луч» (Москва), за которую играла на протяжении трёх сезонов в высшей лиге «Б» чемпионата России. В 2016—2017 выступала за «Уфимочку-УГНТУ» в высшей лиге «А», а с 2017 — за подмосковное «Заречье-Одинцово» в суперлиге российского национального первенства.
С 2020 — игрок команды «Локомотив» (Калининград), в составе которой в 2021 и 2022 становилась чемпионкой России.
В 2015 году Мария Воробьёва выступала за юниорскую сборную России, с которой стала чемпионкой Европы среди девушек, участницей юниорского чемпионата мира среди девушек и Европейского юношеского олимпийского фестиваля. В 2016 с молодёжной сборной России выиграла золотые награды чемпионата Европы, а в следующем году — «серебро» чемпионата мира.На обоих турнирах молодёжной сборной — капитан российской команды.
В 2019 году дебютировала в национальной сборной России, приняв в её составе участие в Лиге наций. Провела на этом турнире 7 матчей. В том же году в качестве капитана команды привела студенческую сборную России к «золоту» Всемирной летней Универсиады в Италии. 

### Клубная карьера
- 2013—2016 —  «Луч» (Москва);
- 2016—2017 —  «Уфимочка-УГНТУ» (Уфа);
- 2017—2020 —  «Заречье-Одинцово» (Московская область);
- 2020—2022 —  «Локомотив» (Калининград);
- 2022—2023 —  «Уралочка-НТМК» (Свердловская область).
- с 2023 —  «Динамо» (Краснодар);

## Достижения

### С клубом
- двукратная чемпионка России — 2021, 2022.
- серебряный призёр розыгрыша Кубка России 2021

### Со сборными России
- чемпионка Всемирной летней Универсиады 2019 в составе студенческой сборной России.
- серебряный призёр чемпионата мира среди молодёжных команд 2017.
- чемпионка Европы среди молодёжных команд 2016.
- чемпионка Европы среди девушек 2015.